# 2021년 고양 위너스 시즌
2021년 고양 위너스 시즌은 고양 위너스가 독립야구단 경기도리그에 참가한 4번째 시즌이다. 계형철 감독이 팀을 이끈 4번째 시즌이기도 하다.

## 선수단
- 투수 : 김응수, 한대겸, 정윤호, 허률, 전용훈, 김태용, 이현민, 박상혁, 조정현, 안광혁, 손동호
- 포수 : 이주호
- 내야수 : 길나온, 김성민, 성인규, 전세민, 안효범, 이종태, 최유승
- 외야수 : 김차연, 구희원, 주상혁, 김성훈, 박건형, 이준규, 오승현